# 羅乃新
羅乃新（英語：Nancy Loo，1948年4月14日—），基督徒，香港著名鋼琴演奏家。現擔任伯樂音樂學院音樂演奏系總監及榮譽校董。

## 生平
羅乃新曾就讀九龍塘學校（小學部）及嘉諾撒聖家學校，在1959年畢業於香港培正小學，後入讀協恩中學（中一至中三）及瑪利諾修院學校（中四起），妹妹為親子教育工作者和作家羅乃萱 。羅乃新持有茱莉亞音樂學院碩士學位；任教於香港演藝學院及香港中文大學，同時為香港電台第四台音樂節目主持。
她現任香港電台第四台主持音樂節目《弘外之音》和全港唯一的兒童古典音樂節目《親親童樂日》。除音樂演出外，羅乃新最近亦涉足戲劇及不同範疇的工作，例如龔志成的多謀體演出《M園》和《行行重行行》，於《三個香港女人的故事》中飾演文玉瑛一角及於話劇《延續美麗人生》中演出。旁述方面，她曾與莫斯科管弦樂團演出《彼得與狼》，與香港小交響樂團演出《小象巴巴》和《動物嘉年華》，並與香港管弦樂團演出《藍地球LIVE! in Hong Kong》。
作為鋼琴演奏家，羅乃新曾在英國、美國、歐洲、北美洲及東南亞各地舉行獨奏會及與樂團合作。在香港，她曾於香港藝術節中亮相，並與香港管弦樂團、香港中樂團及香港小交響樂團同台演出。羅乃新是鋼琴與木管六重奏組合「六秀士」之創團成員，經常與本地和訪港的藝術家演出室樂。羅乃新致力推廣現代音樂，曾在多屆之「音樂新文化」及前年「國際現代音樂節」中亮相。
羅乃新以獎學金入讀茱莉亞音樂學院，受教於阿德里．馬蓋斯(Adele Marcus)門下。在該校取得碩士學位後，羅乃新又往巴黎及意大利追隨弗拉多．貝利慕特(Vlado Perlemuter)及基度．阿哥斯提(Guido Agosti)學藝。她於1976年在意大利蒙扎贏取里娜薩拉加略國際鋼琴比賽首獎，此外，又在多項比賽中獲獎，包括在巴黎舉行的馬瑰烈朗格國際鋼琴比賽。
羅乃新的著作有《盡在筆弦中》、《問心一句》等書。她曾為電影《情色地圖》、《天長地久》、《源來是愛》及電視劇《洋紫荊》的配樂演奏，並灌錄了聖詩專輯《縈繞心間》與香港中樂團合作的《春江花月夜》及《十面埋伏》和香港作曲家之鋼琴獨奏曲。

## 獎項
- 意大利蒙扎贏取里娜薩拉加略國際鋼琴比賽首獎 (1976)
- 香港十大傑出青年 (1978)
- 香港藝術發展獎年度最佳藝術家 (音樂) (2016)

## 外部連結
- 音樂改變生命──羅乃新的信仰 （页面存档备份，存于）